# نداء المتوسط (مسلسل)
مسلسل نداء المتوسط هو مسلسل سوري أنتج في العام 1999 وتم إيقافه بعد تصوير خمسة عشر حلقة من أصل ثلاثة وثلاثين بسبب ظروف غير معروفة 

## قصة المسلسل
أوغاريت.. الحضارة السورية العريقة تطل في ملحمة درامية كبيرة تروي إنجازات هذه المملكة السورية التي قدمت للإنسانية أعظم انجازاتها: الأبجدية الأولى في مواجهة أعداء الخارج والداخل تبرز حكمة ملكها وعقليته السياسية الرشيدة .. لتنتصر أوغاريت بعد صراعات لا ترحم وتعلي كلمة الحق والحرية 

## مكان التصوير
- تم إنشاء المدينة السينمائية للتصوير الدرامي، في رحاب مدينة اللاذقية صور جزء كبير منه في وادي قنديل ،إنها المدينة الضخمة بأسوارها وبنائها وديكوراتها وتماثيلها وقلاعها المستوحاة من تاريخ هذه المنطقة في العصور السالفة، وهي إنتاج ضخم سيساعد على تجسيد المكان التاريخي الذي تدور في فلكه أحداثه وشخصياته التاريخية، مسلسل تبنته وزارة الإعلام وأنتجته في إطار تأصيل قوة الحضارة التي تربط الماضي والحاضر بالمستقبل، ولتؤكد أن حضارة القوة إلى زوال لأنها عابرة زائلة مع زوال وسائل القوة.[5]

## طاقم العمل
- نورمان أسعد
- أسعد فضة
- منى واصف
- سامر المصري
- فرح بسيسو
- جهاد سعد
- لينا حوارنة
- شادي زيدان
- وضاح حلوم
- قصي خولي
- رنا أبيض
- مانيا نبواني
- بسام لطفي
- هاني الروماني
- زيناتي قدسية

## توقف العمل والأسباب الغامضة
- توقف العمل بعد فترة من بدء تصويره لأسباب تتعلق بما يتصل التوجه السياسي لهذا المسلسل وخلاف على بعض الحقائق التاريخية حسب تصريح المسؤولين حينها، لم يكتمل التصوير وأجهض في الحلقة الخامسة عشرة [6]
- أنفق على التصوير فيه ما يزيد على 50 مليون ليرة سورية كان قد تسبب بمجموعة من الهزات تعرضت لها شخصيات سورية كبيرة[7]
- كاتب العمل الراحل مروان صقر الذي توفي بحادث سير قبل البدء بتصوير مسلسله عام 1999[8]